# Jordi Calafat
Jordi Joan Calafat Estelrich (Palma di Maiorca, 24 giugno 1968) è un ex velista spagnolo.

## Palmarès
- Giochi olimpici

Barcellona 1992: oro nella classe 470.